# Сато, Тацуо
Тацуо Сато (яп. 佐藤 竜雄 Сато: Тацуо, род. 7 июля 1964 года) — японский режиссёр-аниматор. Одной из наиболее известных его работ является аниме-сериал Martian Successor Nadesico.

## Биография
Тацуо Сато окончил Университет Васэда, после чего, в 1989 году, начал свою карьеру на студии Asia-Do в качестве аниматора и помощника режиссёра. Принимал участие в создании таких аниме, как Chibi Maruko-chan и Akazukin Chacha. В 1995 году был режиссёром Tobe! Isami Гисабуро Сугии. В 1996 году Сато выступил режиссёром аниме-сериала Martian Successor Nadesico, который в 1999 году журналом Animage был признан лучшим аниме года. В 1998 году Сато срежиссировал являющийся продолжением сериала аниме-фильм Martian Successor Nadesico: Prince of Darkness, выигравший Гран-при Animage и получивший награду Seiun Award.
В 2001 году Сато создал короткометражный анимационный фильм Nekojiru-so, который завоевал Excellence Prize на пятом Японском фестивале медиа-арта, Best Short Film и Film Critics Association Prize на шестом международном кинофестивале «Фантазия» в Монреале и серебряную награду на Нью-Йоркской выставке короткометражных фильмов и видео. В том же году на студии Madhouse им был выпущен аниме-сериал Gakuen Senki Muryou, ко всем сериям которого он также выступил сценаристом. В 2003 году Сато срежиссировал критически успешный аниме-сериал Stellvia, не получивший, однако, большой популярности, и через два года режиссёр заявил об отмене его продолжения.
Созданный им в 2012 году на основе ранобэ сериал Mouretsu Pirates принёс Сато вторую награду Seiun Award и получил в 2014 году продолжение в виде анимационного фильма под названием Mouretsu Pirates: Abyss of Hyperspace — Akuu no Shinen.
В марте 2016 года Тацуо Сато в Твиттере заявил о скором выпуске двух новых проектов. В ноябре стало известно о совместном с Кацуюки Мотохиро режиссировании научно-фантастического аниме Atom: The Beginning, премьера которого состоялась весной 2017 года.

## Работы

### Аниме-сериалы
- Tobe! Isami (1995—1996)
- Martian Successor Nadesico (1996—1997)
- Gakuen Senki Muryou (2001)
- Stellvia (2003)
- «Манускрипт ниндзя: новая глава» (2003)
- Tokyo Tribe 2 (2006—2007)
- Shigofumi: Stories of Last Letter (2008)
- Mouretsu Pirates (2012)
- Rinne no Lagrange (2012)
- Rinne no Lagrange Season 2
- Madan no Ou to Vanadis (2014)
- Atom: The Beginning (2017)

### Анимационные фильмы
- Martian Successor Nadesico: Prince of Darkness (1998)
- Nekojiru-so (2001)
- Mouretsu Pirates: Abyss of Hyperspace — Akuu no Shinen (2014)

### OVA
- Licca-chan no Nichiyoubi (1992)
- Rinne no Lagrange: Kamogawa Days (2012)